# Svenska mästerskapen i kortbanesimning 2016
Svenska mästerskapen i kortbanesimning 2016 ägde rum den 4–8 november i Eriksdalsbadet i Stockholm. Som arrangörer stod Svenska simförbundet tillsammans med SK Neptun och Väsby Simsällskap.

## Medaljsummering

### Herrar
| Gren            | Guld                                                           | Guld                                                           | Silver                                                                     | Silver                                                                     | Brons                                                                      | Brons                                                                      |
| 50 m frisim     | Christoffer Carlsen 21,83                                      | Helsingborgs Simsällskap                                       | Björn Seeliger 21,96 SJR                                                   | Södertälje Simsällskap                                                     | Jonathan Kling 22,12                                                       | Örebro Simallians                                                          |
| 100 m frisim    | Christoffer Carlsen 47,32                                      | Helsingborgs Simsällskap                                       | Daniel Forndal 48,59                                                       | Jönköpings Simsällskap                                                     | Isak Eliasson 48,75                                                        | Helsingborgs Simsällskap                                                   |
| 200 m frisim    | Adam Paulsson 1.45,66                                          | SK Elfsborg                                                    | Victor Johansson 1.46,00                                                   | Jönköpings Simsällskap                                                     | Jonas Holmström 1.46,02                                                    | Helsingborgs Simsällskap                                                   |
| 400 m frisim    | Adam Paulsson 3.41,38 MR                                       | SK Elfsborg                                                    | Victor Johansson 3.43,29                                                   | Jönköpings Simsällskap                                                     | Kristian Kron 3.47,87                                                      | Helsingborgs Simsällskap                                                   |
| 800 m frisim    | Victor Johansson 7.44,98 SR                                    | Jönköpings Simsällskap                                         | Adam Paulsson 7.47,72                                                      | SK Elfsborg                                                                | Simon Plato 7.59,72                                                        | Helsingborgs Simsällskap                                                   |
| 1500 m frisim   | Victor Johansson 14.50,92 SR                                   | Jönköpings Simsällskap                                         | Adam Paulsson 15.12,59                                                     | SK Elfsborg                                                                | Simon Plato 15.25,61                                                       | Helsingborgs Simsällskap                                                   |
| 50 m fjärilsim  | Jesper Björk 23,46                                             | Helsingborgs Simsällskap                                       | Filip Svedberg 23,87                                                       | Skellefteå Simklubb                                                        | Björn Seeliger 23,92                                                       | Södertälje SS                                                              |
| 100 m fjärilsim | Jesper Björk 51,72                                             | Helsingborgs Simsällskap                                       | Filip Svedberg 52,65                                                       | Skellefteå Simklubb                                                        | Axel Pettersson 52,88                                                      | Jönköpings Simsällskap                                                     |
| 200 m fjärilsim | Simon Sjödin 1.53,30 MR                                        | SK Neptun                                                      | Jesper Björk 1.55,55                                                       | Helsingborgs Simsällskap                                                   | Markus Malm 1.59,10                                                        | Jönköpings Simsällskap                                                     |
| 50 m ryggsim    | Alexander Nyström 24,56                                        | SK Neptun                                                      | Simon Sjödin 24,57                                                         | SK Neptun                                                                  | Björn Seeliger 24,65                                                       | Södertälje Simsällskap                                                     |
| 100 m ryggsim   | Petter Fredriksson 53,17                                       | Malmö Kappsimningsklubb                                        | Axel Pettersson 53,19                                                      | Jönköpings Simsällskap                                                     | Pontus Palmqvist 53,83                                                     | Linköpings Allmänna Simsällskap                                            |
| 200 m ryggsim   | Petter Fredriksson 1.54,71                                     | Malmö Kappsimningsklubb                                        | Kristian Kron 1.55,12                                                      | Helsingborgs Simsällskap                                                   | Axel Pettersson 1.55,29                                                    | Jönköpings Simsällskap                                                     |
| 50 m bröstsim   | Johannes Skagius 26,70                                         | Sundsvalls SS                                                  | Gulliver Koch 27,26                                                        | Uddevalla Sim                                                              | Niklas Tour 27,29                                                          | SK Neptun                                                                  |
| 100 m bröstsim  | Johannes Skagius 58,17 MR                                      | Sundsvalls SS                                                  | Gulliver Koch 1.00,24                                                      | Uddevalla Sim                                                              | Patric Ridell 1.00,31                                                      | SK Neptun                                                                  |
| 200 m bröstsim  | Adam Paulsson 2.08,43                                          | SK Elfsborg                                                    | Patric Ridell 2.11,11                                                      | SK Neptun                                                                  | Simon Frank 2.11,16                                                        | SK Neptun                                                                  |
| 100 m medley    | Simon Sjödin 52,92 MR                                          | SK Neptun                                                      | Christoffer Carlsen 53,90                                                  | Helsingborgs Simsällskap                                                   | Axel Pettersson 54,40                                                      | Jönköpings Simsällskap                                                     |
| 200 m medley    | Simon Sjödin 1.54,17 SR                                        | SK Neptun                                                      | Adam Paulsson 1.58,21                                                      | SK Elfsborg                                                                | Linus Kanth 1.58,67                                                        | Västerås Simsällskap                                                       |
| 400 m medley    | Simon Sjödin 4.07,97                                           | SK Neptun                                                      | Adam Paulsson 4.08,72                                                      | SK Elfsborg                                                                | Kristian Kron 4.14,52                                                      | Helsingborgs Simsällskap                                                   |
| 4×50 m frisim   | SK Neptun 1.27,68                                              | SK Neptun 1.27,68                                              | Helsingborgs Simsällskap 1.28,25                                           | Helsingborgs Simsällskap 1.28,25                                           | Linköpings Allmänna Simsällskap 1.30,26                                    | Linköpings Allmänna Simsällskap 1.30,26                                    |
| 4×50 m frisim   | Linus Magnusson Alexander Nyström Simon Sjödin Petter Stymne   | Linus Magnusson Alexander Nyström Simon Sjödin Petter Stymne   | Christoffer Carlsen Erik Kähr Isak Eliasson Jonas Holmström                | Christoffer Carlsen Erik Kähr Isak Eliasson Jonas Holmström                | Anton Andersson Pontus Palmqvist Lars Frölander Daniel Olsson              | Anton Andersson Pontus Palmqvist Lars Frölander Daniel Olsson              |
| 4×100 m frisim  | Helsingborgs Simsällskap 3.13,26                               | Helsingborgs Simsällskap 3.13,26                               | Jönköpings Simsällskap 3.15,17                                             | Jönköpings Simsällskap 3.15,17                                             | Malmö Kappsimningsklubb 3.17,49                                            | Malmö Kappsimningsklubb 3.17,49                                            |
| 4×100 m frisim  | Isak Eliasson Jonas Holmström Jesper Björk Christoffer Carlsen | Isak Eliasson Jonas Holmström Jesper Björk Christoffer Carlsen | Daniel Forndal Axel Pettersson Markus Fürst Filip Grimberg                 | Daniel Forndal Axel Pettersson Markus Fürst Filip Grimberg                 | Mattias Carlsson Mats Westergren Petter Fredriksson Johan Brännerud Garcia | Mattias Carlsson Mats Westergren Petter Fredriksson Johan Brännerud Garcia |
| 4×200 m frisim  | Helsingborgs Simsällskap 7.07,07 SR                            | Helsingborgs Simsällskap 7.07,07 SR                            | Malmö Kappsimningsklubb 7.11,69                                            | Malmö Kappsimningsklubb 7.11,69                                            | Jönköpings Simsällskap 7.13,66                                             | Jönköpings Simsällskap 7.13,66                                             |
| 4×200 m frisim  | Christoffer Carlsen Jesper Björk Kristian Kron Jonas Holmström | Christoffer Carlsen Jesper Björk Kristian Kron Jonas Holmström | Petter Fredriksson Johan Brännerud Garcia Mattias Carlsson Mats Westergren | Petter Fredriksson Johan Brännerud Garcia Mattias Carlsson Mats Westergren | Filip Grimberg Daniel Forndal Markus Fürst Victor Johansson                | Filip Grimberg Daniel Forndal Markus Fürst Victor Johansson                |
| 4×50 m medley   | SK Neptun 1.35,98                                              | SK Neptun 1.35,98                                              | Helsingborgs Simsällskap 1.36,28                                           | Helsingborgs Simsällskap 1.36,28                                           | Norrköpings Kappsimningsklubb 1.39,29                                      | Norrköpings Kappsimningsklubb 1.39,29                                      |
| 4×50 m medley   | Alexander Nyström Niklas Tour Simon Sjödin Petter Stymne       | Alexander Nyström Niklas Tour Simon Sjödin Petter Stymne       | Jesper Björk Erik Kähr Christoffer Carlsen Jonas Holmström                 | Jesper Björk Erik Kähr Christoffer Carlsen Jonas Holmström                 | Hampus Lovinge Anton Jansson Mikael Wåhlin Marcus Forsgren                 | Hampus Lovinge Anton Jansson Mikael Wåhlin Marcus Forsgren                 |
| 4×100 m medley  | SK Neptun 3.34,10                                              | SK Neptun 3.34,10                                              | Helsingborgs Simsällskap 3.34,19                                           | Helsingborgs Simsällskap 3.34,19                                           | Malmö Kappsimningsklubb 3.40,28                                            | Malmö Kappsimningsklubb 3.40,28                                            |
| 4×100 m medley  | Alexander Nyström Patric Ridell Simon Sjödin Petter Stymne     | Alexander Nyström Patric Ridell Simon Sjödin Petter Stymne     | Jesper Björk Erik Kähr Christoffer Carlsen Isak Elisasson                  | Jesper Björk Erik Kähr Christoffer Carlsen Isak Elisasson                  | Petter Fredriksson Anton Persson Johan Brännerud Garcia Mattias Carlsson   | Petter Fredriksson Anton Persson Johan Brännerud Garcia Mattias Carlsson   |

### Damer
| Gren            | Guld                                                         | Guld                                                         | Silver                                                       | Silver                                                       | Brons                                                             | Brons                                                             |
| 50 m frisim     | Nathalie Lindborg 24,84                                      | Malmö Kappsimningsklubb                                      | Therese Alshammar 25,13                                      | Täby Sim                                                     | Ida Lindborg 25,18                                                | Malmö Kappsimningsklubb                                           |
| 100 m frisim    | Michelle Coleman 52,78                                       | Spårvägen Simförening                                        | Nathalie Lindborg 54,82                                      | Malmö Kappsimningsklubb                                      | Alma Thormalm 55,45                                               | Jönköpings Simsällskap                                            |
| 200 m frisim    | Emma Wahlström 1.58,53                                       | Spårvägen Simförening                                        | Hanna Eriksson 1.59,51                                       | Jönköpings Simsällskap                                       | Frida Berggren 2.00,51                                            | Västerås Simsällskap                                              |
| 400 m frisim    | Hanna Eriksson 4.13,03                                       | Jönköpings Simsällskap                                       | Emma Rotstam 4.15,58                                         | Järfälla Simsällskap                                         | Frida Berggren 4.15,66                                            | Västrås Simsällskap                                               |
| 800 m frisim    | Hanna Eriksson 8.41,21                                       | Jönköpings Simsällskap                                       | Christine Ekman 8.43,56                                      | SK Neptun                                                    | Laura Lajunen 8.44,82                                             | SK Neptun                                                         |
| 1500 m frisim   | Christine Ekman 16.45,09                                     | SK Neptun                                                    | Hanna Eriksson 16.50,25                                      | Jönköpings Simsällskap                                       | Emma Sundstedt 16.52,15                                           | Spårvägen Simförening                                             |
| 50 m fjärilsim  | Sarah Sjöström 24,69 MR                                      | Södertörns SS                                                | Sara Junevik 26,08                                           | Falu Simsällskap                                             | Ida Liljeqvist 26,80                                              | Höganäs Simsällskap                                               |
| 100 m fjärilsim | Sarah Sjöström 56,47                                         | Södertörns SS                                                | Sara Junevik 58,23                                           | Falu Simsällskap                                             | Hanna Rosvall 59,05                                               | Ängelholms Simsällskap                                            |
| 200 m fjärilsim | Frida Berggren 2.11,09                                       | Västerås Simsällskap                                         | Ida Marko-Varga 2.11,25                                      | SK Triton                                                    | Jaqueline Hippi 2.15,31                                           | SK Neptun                                                         |
| 50 m ryggsim    | Hanna Rosvall 27,49                                          | Ängelholms Simsällskap                                       | Emma Johansson 28,07                                         | Malmö Kappsimningsklubb                                      | Ida Liljeqvist 28,12                                              | Höganäs Simsällskap                                               |
| 100 m ryggsim   | Michelle Coleman 57,70                                       | Spårvägen Simförening                                        | Hanna Rosvall 58,88                                          | Ängelholms Simsällskap                                       | Emma Wahlström 1.00,37                                            | Spårvägen Simförening                                             |
| 200 m ryggsim   | Hanna Rosvall 2.10,22                                        | Ängelholms Simsällskap                                       | Anna Åhlin 2.13,00                                           | SK Neptun                                                    | Miranda Arvidsson 2.13,60                                         | Kalmar Simsällskap                                                |
| 50 m bröstsim   | Sophie Hansson 30,11 SJR                                     | Helsingborgs Simsällskap                                     | Vilma Ekström 31,18                                          | Linköpings Allmänna Simsällskap                              | Milana Salih 31,74                                                | SK Neptun                                                         |
| 100 m bröstsim  | Sophie Hansson 1.05,26 SJR                                   | Helsingborgs Simsällskap                                     | Vilma Ekström 1.07,32                                        | Linköpings Allmänna Simsällskap                              | Hannah Brunzell 1.07,63                                           | Västerås Simsällskap                                              |
| 200 m bröstsim  | Sophie Hansson 2.23,16                                       | Helsingborgs Simsällskap                                     | Vilma Ekström 2.24,59                                        | Linköpings Allmänna Simsällskap                              | Hannah Brunzell 2.27,02                                           | Västerås Simsällskap                                              |
| 100 m medley    | Sarah Sjöström 57,93 SR                                      | Södertörns Simsällskap                                       | Alma Thormalm 1.01,46                                        | Jönköpings Simsällskap                                       | Vilma Ekström 1.01,56                                             | Linköpings Allmänna Simsällskap                                   |
| 200 m medley    | Sarah Sjöström 2.08,94                                       | Södertörns SS                                                | Jaqueline Hippi 2.12,86                                      | SK Neptun                                                    | Frida Berggren 2.13,14                                            | Västerås Simsällskap                                              |
| 400 m medley    | Frida Berggren 4.39,13                                       | Västerås Simsällskap                                         | Jaqueline Hippi 4.45,22                                      | SK Neptun                                                    | Christine Ekman 4.48,42                                           | SK Neptun                                                         |
| 4×50 m frisim   | Linköpings Allmänna Simsällskap 1.41,98                      | Linköpings Allmänna Simsällskap 1.41,98                      | Jönköpings Simsällskap 1.42,04                               | Jönköpings Simsällskap 1.42,04                               | Väsby Simsällskap 1.43,17                                         | Väsby Simsällskap 1.43,17                                         |
| 4×50 m frisim   | Sofia Henell Caroline Palm Emma Magnusson Vilma Ekström      | Sofia Henell Caroline Palm Emma Magnusson Vilma Ekström      | Alma Thormalm Klara Thormalm Alice Müllern Hanna Eriksson    | Alma Thormalm Klara Thormalm Alice Müllern Hanna Eriksson    | Josefin Lindkvist Malin Borensjö Louise Halldén Nadja Salomonsson | Josefin Lindkvist Malin Borensjö Louise Halldén Nadja Salomonsson |
| 4×100 m frisim  | Malmö Kappsimningsklubb 3.39,65                              | Malmö Kappsimningsklubb 3.39,65                              | Spårvägen Simförening 3.41,96                                | Spårvägen Simförening 3.41,96                                | Linköpings Allmänna Simsällskap 3.43,22                           | Linköpings Allmänna Simsällskap 3.43,22                           |
| 4×100 m frisim  | Nathalie Lindborg Alba Forés Emma Johansson Ida Lindborg     | Nathalie Lindborg Alba Forés Emma Johansson Ida Lindborg     | Emma Wahlström Stina Gardell Michelle Coleman Emma Sundstedt | Emma Wahlström Stina Gardell Michelle Coleman Emma Sundstedt | Sofia Henell Vilma Ekström Moa Ståhl Caroline Palm                | Sofia Henell Vilma Ekström Moa Ståhl Caroline Palm                |
| 4×200 m frisim  | Spårvägen Simförening 8.01,91                                | Spårvägen Simförening 8.01,91                                | SK Neptun 8.11,32                                            | SK Neptun 8.11,32                                            | Linköpings Allmänna Simsällskap 8.12,07                           | Linköpings Allmänna Simsällskap 8.12,07                           |
| 4×200 m frisim  | Emma Wahlström Michelle Coleman Stina Gardell Emma Sundstedt | Emma Wahlström Michelle Coleman Stina Gardell Emma Sundstedt | Jaqueline Hippi Laura Lajunen Christine Ekman Anna Åhlin     | Jaqueline Hippi Laura Lajunen Christine Ekman Anna Åhlin     | Vilma Ekström Caroline Palm Sofia Henell Moa Ståhl                | Vilma Ekström Caroline Palm Sofia Henell Moa Ståhl                |
| 4×50 m medley   | Malmö Kappsimningsklubb 1.50,43                              | Malmö Kappsimningsklubb 1.50,43                              | SK Neptun 1.51,76                                            | SK Neptun 1.51,76                                            | Helsingborgs Simsällskap 1.52,50                                  | Helsingborgs Simsällskap 1.52,50                                  |
| 4×50 m medley   | Ida Lindborg Emma Jansson Emma Johansson Nathalie Lindborg   | Ida Lindborg Emma Jansson Emma Johansson Nathalie Lindborg   | Anna Åhlin Jennie Johansson Rebecca Mattsson Emma Varga      | Anna Åhlin Jennie Johansson Rebecca Mattsson Emma Varga      | Julia Stenhård Sophie Hansson Ronja Wikström Matilda Weiler       | Julia Stenhård Sophie Hansson Ronja Wikström Matilda Weiler       |
| 4×100 m medley  | Spårvägen Simförening 4.04,00                                | Spårvägen Simförening 4.04,00                                | Malmö Kappsimningsklubb 4.04,02                              | Malmö Kappsimningsklubb 4.04,02                              | SK Neptun 4.04,20                                                 | SK Neptun 4.04,20                                                 |
| 4×100 m medley  | Michelle Coleman Stina Gardell Emma Sundstedt Emma Wahlström | Michelle Coleman Stina Gardell Emma Sundstedt Emma Wahlström | Ida Lindborg Emma Jansson Emma Johansson Nathalie Lindborg   | Ida Lindborg Emma Jansson Emma Johansson Nathalie Lindborg   | Anna Åhlin Jennie Johansson Rebecca Mattsson Jaqueline Hippi      | Anna Åhlin Jennie Johansson Rebecca Mattsson Jaqueline Hippi      |

## Bästa föreningar
1. SK Neptun
2. Helsingborgs Simsällskap
3. Jönköpings Simsällskap
4. Malmö Kappsimningsklubb
5. Linköpings Allmänna Simsällskap
6. Spårvägen Simförening
7. Västerås Simsällskap
8. Södertörns SS
9. Järfälla Simsällskap
10. Väsby Simsällskap